# Σ (REOLのアルバム)
『Σ』（シグマ）は、2016年10月19日に発売されたREOLのファースト・アルバムである。

## 概要
初回限定盤にはDVDが付属しており、通常盤とはジャケットデザインは異なる。公式ブログにて、販路別に購入特典が用意されることが発表された。
8月18日、BARKSは「REOL、姿を現す」の見出しで、本作のリリースの決定と、新曲「ギミアブレスタッナウ」のMVがYouTubeに公開されたこと、メンバーのアーティスト写真が初公開されたことを報じた。
2017年4月28日よりHuluにて配信開始された櫻木優平監督のアニメ『ソウタイセカイ』はオープニングに「VIP KID」、エンディングに「ちるちる」を起用。櫻木監督は『ソウタイセカイ』制作の初期段階よりREOLの楽曲をイメージしながらオープニング映像にあたるニコとミコによるダンスシーンの構想を膨らませていった。

## 収録曲

### CD[7]
| #   | タイトル                 | 作詞   | 作曲         | 編曲 |
| --- | ------------------------ | ------ | ------------ | ---- |
| 1.  | 「VIP KID」              | れをる | れをる       | ギガ |
| 2.  | 「ギミアブレスタッナウ」 | れをる | ギガ         | ギガ |
| 3.  | 「宵々古今」             | れをる | ギガ、れをる | ギガ |
| 4.  | 「コノヨLoading...」     | れをる | れをる、ギガ | ギガ |
| 5.  | 「RE:」                  | れをる | れをる       | ギガ |
| 6.  | 「Lunatic」              | れをる | ギガ、れをる | ギガ |
| 7.  | 「神様になった日」       | れをる | れをる、ギガ | ギガ |
| 8.  | 「ちるちる」             | れをる | ギガ         | ギガ |
| 9.  | 「-FINAL SIGMA-」        |        | ギガ         | ギガ |
| 10. | 「DetaramE KiddinG」     | れをる | れをる、ギガ | ギガ |
| 11. | 「サマーホラーパーティ」 | れをる | ギガ、れをる | ギガ |
| 12. | 「404 not found」        | れをる | れをる       | ギガ |
| 13. | 「VIORA」                | れをる | ギガ         | ギガ |

### DVD（初回限定盤特典）
| #  | タイトル                   | 作詞 | 作曲・編曲 |
| -- | -------------------------- | ---- | ---------- |
| 1. | 「ギミアブレスタッナウMV」 |      |            |
| 2. | 「宵々古今 MV」            |      |            |
| 3. | 「ちるちる MV」            |      |            |
| 4. | 「メイキング映像」         |      |            |